# F come falso
F come falso (Vérités et mensonges) è un film del 1973 diretto e interpretato da Orson Welles. Co-protagonista del film è Oja Kodar, che all'epoca era la compagna dello stesso Orson Welles.
Conosciuto in italiano anche col titolo F come falso - Verità e menzogne, è narrato in forma di documentario e saggio cinematografico, con il protagonista (e molti altri attori che sono prestati alla partecipazione) che interpretano se stessi.

## Trama
(Orson Welles)

Oja Kodar e l'ombra del regista

Orson Welles narra direttamente allo spettatore diverse storie riguardanti quadri falsi e veri, falsari di professione e critici d'arte che scambiano i quadri dei falsari per veri: tra questi, Elmyr de Hory, che falsificava celebri quadri; Clifford Irving, che falsificava biografie; il miliardario Howard Hughes e il pittore Pablo Picasso.

## Produzione
La co-produzione franco-tedesco-iraniana testimonia, ancora una volta, le numerose difficoltà che Welles incontrava nella produzione dei suoi film.

Il film, prima del titolo definitivo, ne ha avuto diversi altri, quali Fake e Hoax?.
All'interno della pellicola vi sono filmati di altri documentari, in particolare uno spezzone tratto da un documentario della BBC dedicato a Elmyr de Hory.

### Riprese e montaggio
Sebbene le riprese fossero finite a fine estate del 1973, il film viene distribuito a settembre dell'anno successivo, in quanto "il montaggio del film ha richiesto un anno di lavoro".

## Accoglienza

### Critica
Il film, interpretato dallo stesso Orson Welles, è una lunga riflessione - tramite aneddoti, ricordi autobiografici e alcune interviste a noti falsari - sul rapporto che esiste tra la verità e l'arte. Interrogandosi su cosa sia la verità nell'arte e nella vita, Welles pone una serie di interrogativi e riflessioni anche sull'estetica e sul valore dei critici d'arte (spesso messi alla berlina nel film), che molte volte incensano e fanno aumentare il valore economico di quadri falsi, scambiandoli per veri.
Orson Welles era del resto molto sensibile su questo tema della verità e menzogna: il suo primo successo, la trasposizione radiofonica della Guerra dei Mondi, parlava di una invasione aliena e che aveva scatenato fenomeni di isteria collettiva negli USA, era un evidente falso scambiato per vero. La trasmissione stessa viene citata all'interno del film.